# يائيل التل
يائيل التل (بالعبرية: יעל טל‏) هي ممثلة إسرائيلية، ولدت في 26 مايو 1983 بتل أبيب في إسرائيل.

## وصلات خارجية
- يائيل التل على موقع IMDb (الإنجليزية)
- يائيل التل على موقع ألو سيني (الفرنسية)
- يائيل التل على موقع أول موفي (الإنجليزية)
- يائيل التل على موقع كينوبويسك (الروسية)